# Quênia nos Jogos Paralímpicos de Verão de 1972
Quênia participou dos Jogos Paralímpicos de Verão de 1972, que foram realizados na cidade de Heidelberga, na então Alemanha Ocidental (1949–1990), entre os dias 2 e 11 de agosto de 1972.

## Medalhas
| Medalha         | Nome         | Esporte | Prova           | Resultado               |
| --------------- | ------------ | ------- | --------------- | ----------------------- |
| Medalha de ouro | John Britton | Natação | 25 metros livre | 19.9s (recorde mundial) |